# Ievguenia Beliakova
Pour les articles homonymes, voir Beliakova.
Ievguenia Aleksandrovna Beliakova (en russe : Евгения Александровна Белякова), née le 27 juin 1986 à Léningrad, dans la République socialiste fédérative soviétique de Russie, est une joueuse russe de basket-ball. Elle évolue au poste d'ailière.

## Biographie
Ses statistiques 2013-2014 avec Moscou sont de 12,9 points, 5,5 rebonds et 2,9 passes décisives en Euroligue. Pour 2014-2015, elle rejoint Koursk. 

## Palmarès
- Vainqueur du championnat d'Europe 2011
- Vainqueur de l'Euroligue 2018[3].